# Португалов, Виктор Вениаминович
Виктор Вениаминович Португалов (25 августа 1873, Самара, Российская империя — 16 мая 1930, Париж, Франция) — русский публицист, журналист, редактор, общественно-политический деятель.

## Биография
Сын В. О. Португалова, врача, публициста, народника.
Обучался на медицинском факультете Казанского университета. За политические убеждения был исключён из университета.
С конца 1890-х годов участвовал в революционном движении.
С 1902 год печатался в земской и губернской периодике Самарской и Саратовской губерний. В 1902—1904 годах занимался составлением номеров газеты, публиковал злободневные фельетоны в газете «Саратовский листок». С 1906 года — член редакции политического журнала «Без заглавия». В 1904—1917 годах — под псевдонимом Маловер Ф. печатался в Санкт-Петербургских газетах «Современное слово», «Наша жизнь», «Товарищ». Недолго работал редактором двух последних изданий. Полемизировал В. И. Лениным.
С 1906 года — неонародник, член Трудовой народно-социалистической партии, член Союза защиты свободы печати.
Октябрьскую революцию не принял.
В 1918—1920 годах — сотрудник антибольшевистских газет юга России. Затем эмигрировал в Югославию.
С 1920 года редактировал газету «Свобода» (затем «За свободу»), которая была основана известным эсером-террористом Борисом Савинковым и издавалась в Варшаве. Входил в организованный Б. Савинковым Народный союз защиты родины и свободы. Член антибольшевистской политической организации Русский политический комитет (1920—1921) в Варшаве.
С 1925 года — активист демократической группы русских эмигрантов в Польше. Возглавил в 1925 Варшавскую группу «Крестьянской России». Редактор журнала «Родное слово», издававшегося в Варшаве в 1926—1927 членами «Крестьянской России» и Республиканско-демократического союза. Делегат I съезда «Крестьянской России» — Трудовой крестьянской партии в декабре 1927 в Праге. В конце 1929 вышел из КР-ТКП из-за несогласия с разрывом партией союза с П. Н. Милюковым.
В 1926—1929 годах — варшавский корреспондент парижских «Последних новостей» и рижской газеты «Сегодня».
С 1929 года жил в Париже. Работал сотрудником «Последних новостей». Член Союза русских писателей и журналистов в Париже.
Жена — Зинаида Николаевна Журавская-Португалова (1870—1937), журналист, переводчик, редактор журнала «Солнце России» (1910—1916).
Похоронен на кладбище Тиэ в пригороде Парижа.

## Избранные публикации
- Союзы рабочих в России : Возникновение, организация и задачи рабочих союзов в России. — М., 1906. — 31 с.
- Царствование последнего Романова. — Пг. : Освобожденная Россия, 1917. — 32 с.[2]
- Идейные вожди социал-демократии. — Пг., [1917]. — 32 с.
- Виктор Португалов. О Ленине (Из личных воспоминаний) Архивная копия от 18 декабря 2018 на Wayback Machine